# 玉川町

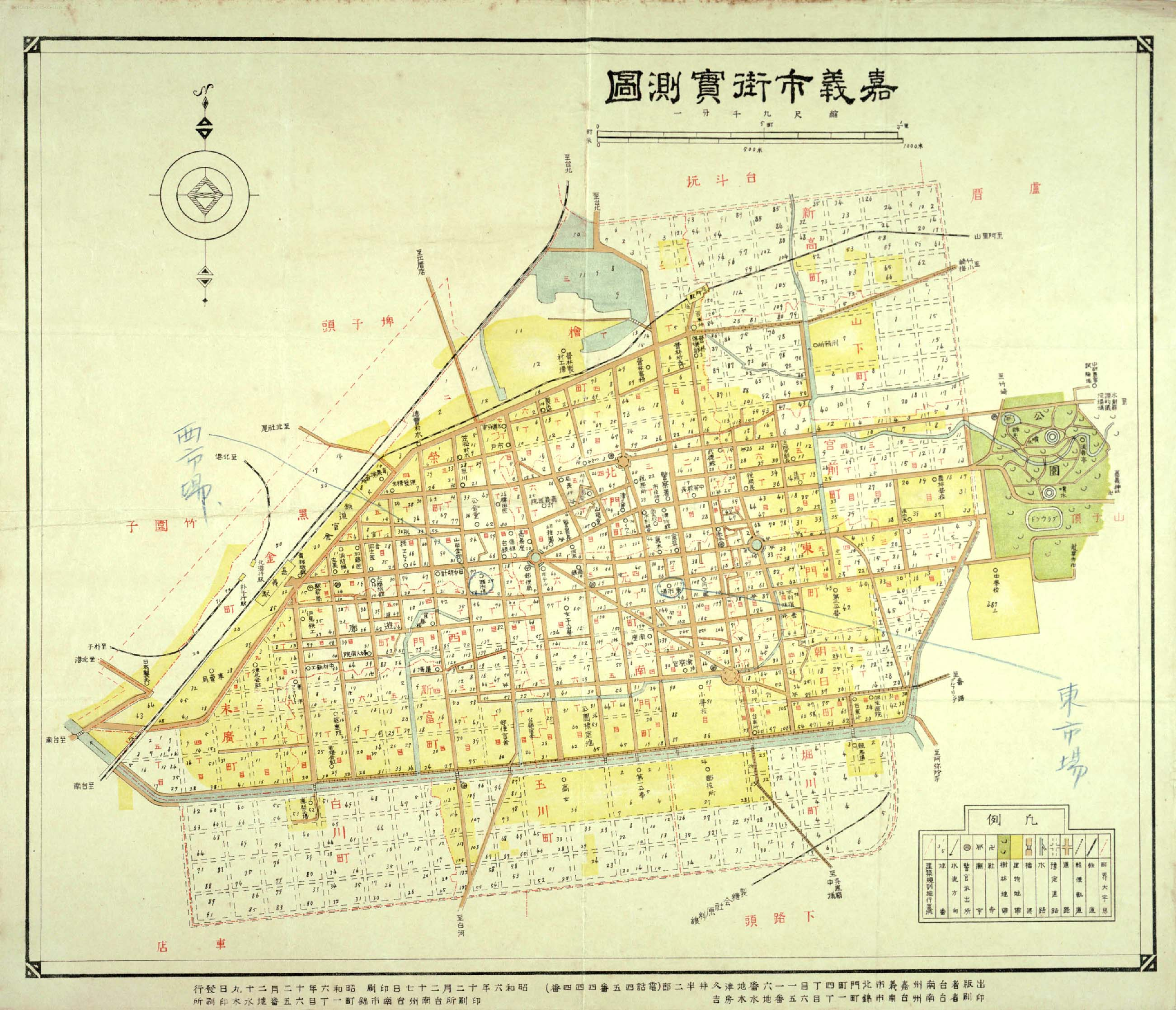
1931年嘉義市街圖

玉川町是台南州嘉義市於台灣日治時代1930年至1945年之行政區，位在嘉義市區南側，大致為現今地籍玉川段之範圍，其町名起源於流經該地的圳溝。

## 町內設施
- 嘉義高等女學校（現 嘉義女中）
- 玉川公學校（現崇文國小）[1]